# Micrastur semitorquatus
Micrastur semitorquatus là một loài chim trong họ Falconidae.